# Šikšáštaka
Šikšáštaka (akademicky správný přepis (IAST) je Śrī Śikṣāṣṭakam) (Śikṣa znamená v sanskrtu „učení“,„pokyn“, a aṣṭaka se překládá jako „osmiverší“) je dílo, které po sobě zanechal vaišnavský mnich a společenský reformátor Čaitanja Maháprabhu (1486–1534).
Ve své Šikšáštace klade Čaitanja Maháprabhu hlavní důraz na důležitost hlasitého zpívání (kírtan) a tichého osobního prozpěvování (džapa) Božích jmen. To jsou hlavní charakteristiky gaudíja vaišnavských duchovních praktik (sádhana) (viz druhý a třetí verš). Počáteční verš Šikšáštaky vysvětluje důvody, proč by se mělo po světě šířit společné zpívání svatého jména Pána – sankírtan (skupinové zpívání jmen Boha). Čtvrtý verš poukazuje na to, že toto zpívání, forma bhakti, není pouhým prostředkem k osvobození (mókša), ale pokračuje život za životem.

## Verše
Osm veršů Šikšáštaky Čaitanji Maháprabhua:

### 1
ceto-darpana-marjanam bhava-maha--davagni-nirvapanam
sreyah-kairava-candrika-vitaranam vidya-vadhu-jivanam
anandambudhi-vardhanam prati-padam purnamrtasvadanam
sarvatma-snapanam param vijayate sri-krisna-sankirtanam
Sláva sankírtanu Šrí Krišny, který očišťuje zrcadlo srdce od prachu hromaděného po mnoho let a hasí požár podmíněného života opakujících se zrození a smrtí. Toto sankírtanové hnutí je největším požehnáním lidstvu, protože šíří paprsky dobrotivého měsíce. Je životem veškerého transcendentálního poznání, zvětšuje oceán transcendentální blaženosti a umožňuje nám plně vychutnat nektar, po kterém stále toužíme.

### 2
namnam akari bahudha nija-sarva-saktis
tatrarpita niyamitah smarane na kalah
etadrsi tava krpa bhagavan mamapi
durdaivam idrsam ihajani nanuragah
Ó můj Pane, Tvé svaté jméno samotné udílí živým bytostem veškeré požehnání, a proto máš stovky a milióny jmen, jako Krišna a Góvinda. Do těchto jmen jsi vložil všechny své transcendentální energie a jejich zpívání není omezeno pevnými, ani přísnými pravidly. Můj drahý Pane, ze své laskavosti nám umožňuješ se k tobě snadno přiblížit prostřednictvím Tvých svatých jmen, ale já jsem takový nešťastník, že mne vůbec nepřitahují.

### 3
trnad api sunicena
taror api sahisnuna
amanina manadena
kirtaniyah sada harih
Člověk by měl zpívat svaté jméno Pána s pokornou myslí, považovat se za nižšího než tráva na ulici a být snášenlivější než strom; měl by být prostý veškeré falešné pýchy a vždy připravený vzdávat úctu druhým. V tomto rozpoložení může zpívat svaté jméno Pána neustále.

### 4
na dhanam na janam na sundarim
kavitam va jagad-isa kamaye
mama janmani janmanisvare
bhavatad bhaktir ahaituki tvayi
Ó Pane vesmíru, netoužím po bohatství, následovnících či krásných ženách. Nepřitahují mne ani materialistické činnosti popsané květnatým jazykem. Toužím jedině po ničím nemotivované oddané službě Tobě život za životem.

### 5
ayi nanda-tanuja kinkaram
patitam mam visame bhavambudhau
krpaya tava pada-pankaja-
sthita-dhuli-sadrsam vicintaya
Ó můj Pane, synu Maharádže Nandy (Krišno), jsem Tvůj věčný služebník, ale přesto jsem z nějakého důvodu spadl do oceánu nevědomosti. Prosím, prokaž mi svou bezpříčinnou milost, vyzdvihni mne z tohoto oceánu smrti a považuj mě za jeden z atomů prachu u Tvých lotosových nohou.

### 6
nayanam galad-asru-dharaya
vadanam gadgada-ruddhaya gira
pulakair nicitam vapuh kada
tava nama-grahane bhavisyati
Ó můj Pane, kdy budou mé oči ozdobené neustále tekoucími slzami lásky, když zpívám Tvé svaté jméno? Kdy se můj hlas zalkne a kdy se mi při zpívání Tvého svatého jména začnou transcendentálním štěstím ježit chlupy na těle?

### 7
yugayitam nimesena
caksusa pravrsayitam
sunyayitam jagat sarvam
govinda-virahena me
Můj Pane Góvindo, kratičké odloučení od Tebe pociťuji jako celý věk. Slzy stékají z mých očí jako přívaly deště a celý svět mi připadá prázdný.

### 8
aslisya va pada-ratam pinastu mam
adarsanan marma-hatam karotu va
yatha tatha va vidadhatu lampato
mat-prana-nathas tu sa eva naparah
Kéž Krišna pevně obejme tuto služebnici, která padla k Jeho lotosovým nohám. Ať po mně třeba šlape, nebo mi zlomí srdce svou nepřítomností. Je to koneckonců zpustlík a může dělat cokoliv se mu zlíbí, ale přesto zůstane uctívaným Pánem mého srdce.